# Арно Каминга
Арно Каминга (хол. Arno Kamminga; Катвајк, 22. октобар 1995) холандски је пливач чија специјалност су трке прсним стилом.

## Спортска каријера
Прво велико међународно такмичење на ком је наступио је било светско првенство у Будимпешти 2017. где је пливао све три појединачне трке прсним стилом (пласирао се у полуфинала на 100 и 200 метара). У другом делу те сезоне остварио је неколико победа на митинзима светског купа у малим базенима, а сезону је завршио освајањем златне медаље у микс штафети 4×50 мешовито на европском првенству у малим базенима у Копенхагену.
На Европском првенству у Глазгову 2018. заузео је два седма места у финалним тркама на 100 и 200 прсно, а пливао је и финалне трке штафета 4×100 мешовито микс (4. место) и 4×100 мешовито (7. место). Такође је пливао финалне трке на 100 и 200 прсно светском првенству у малим базенима које је крајем 2018. одржано у кинеском Хангџоуу.
Каминга је пливао и на светском првенству у корејском Квангџуу 2019 — 13. место на 100 прсно, 10. место на 200 прсно, 8. место у финалу микс штафете 4×100 мешовито и 15. место у квалификацијама на 4×100 мешовито.
Највећи успех у дотадашњој каријери постигао је на европском првенству у малим базенима у Глазгову 2019. на ком је освојио укупно три медаља, од чега једну златну у трци на 200 прсно